# Панталеон Потоцький
Панталеон Ігнацій Потоцький гербу Шеліга (пол. Pantaleon Ignacy Potocki; 21 липня 1817 — 17 березня 1846, Седльце) — польський дворянин, організатор повстання проти Російської імперії.
1846 року організував загін повстанців і спробував започаткувати загальнонародне повстання напавши на російський гарнізон.
Засуджений до смертної кари через повішення. Страта відбулася на Седлецькому ринку 17 березня 1846 року.
3 травня 1919 року на місці страти було відкрито пам'ятний хрест.